# Adoxophyes aurata
Adoxophyes aurata is een mot uit de familie van de bladrollers (Tortricidae). Hij wordt gevonden in het Luzon eiland in de filipijnen. De wetenschappelijke naam van de soort is voor het eerst geldig gepubliceerd in 1967 door Diakonoff. De vleugels worden 14-15 mm breed bij mannetjes en 17-19 mm bij vrouwtjes.